# Manuel García Gil
Manuel García Gil (San Salvador de Camba, 14 marzo 1802 – Saragozza, 28 aprile 1881) è stato un arcivescovo cattolico e cardinale spagnolo.

## Biografia
Studiò nel seminario di Lugo in Spagna ed entrò nell'Ordine domenicano nel 1826.
Il 10 marzo 1827 fu ordinato sacerdote, divenne professore di teologia nei conventi dell'Ordine domenicano di Lugo e Santiago di Compostela e poi maestro degli studi nel convento di Oviedo. In seguito alla secolarizzazione imposta dalla Desamortización di Mendizábal, nel 1836 fu costretto a lasciare il convento di Oviedo e a risiedere a Lugo.
Il 22 dicembre 1853 fu nominato vescovo di Badajoz
e venne consacrato vescovo il 23 aprile 1854 dall'arcivescovo Miguel García Cuesta. Il 23 dicembre 1858 divenne arcivescovo di Saragozza.
Partecipò al Concilio Vaticano I. Papa Pio IX lo elevò al rango di cardinale nel concistoro del 12 marzo 1877 e il 21 settembre dello stesso anno ricevette il titolo di Santo Stefano al Monte Celio.
Partecipò al conclave del 1878 che elesse papa Leone XIII.
Morì all'età di 79 anni e fu sepolto nella cattedrale di Saragozza.

## Genealogia episcopale e successione apostolica
La genealogia episcopale è:
- Vescovo José Díaz de Lamadrid, O.F.M.Obs.
- Vescovo Angel Velarde y Bustamante
- Vescovo José Cuero y Caicedo
- Vescovo Hipólito Antonio Sánchez Rangel de Fayas, O.F.M.
- Vescovo Agustín Lorenzo Varela Temes
- Vescovo Juan Antonio Rivadeneyra
- Cardinale Miguel García Cuesta
- Cardinale Manuel García Gil, O.P.

La successione apostolica è:
- Vescovo Basilio Gil y Bueno (1862)
- Vescovo Pantaleón Monserrat y Navarro (1862)
- Vescovo Fernando Ramírez y Vázquez (1866)
- Vescovo Mariano Cuartero y Medina, O.P. (1867)
- Cardinale Zeferino González y Díaz Tuñón, O.P. (1875)
- Vescovo Antonio Ochoa y Arenas (1879)
- Vescovo Jacinto María Cervera y Cervera (1881)